# Sollevamento pesi ai Giochi olimpici
Il sollevamento pesi è entrato a far parte costantemente dei Giochi olimpici a partire dall'edizione di Anversa 1920. Precedentemente erano state disputate competizioni di questo sport anche alle prime Olimpiadi di Atene 1896, a Saint Louis 1904, oltre che ai Giochi olimpici intermedi.
Gli eventi di cui consta la disciplina sono andati ridefinendosi di anno in anno. Mentre, infatti, nelle sopracitate edizioni gli eventi furono legati alla modalità di sollevamento (con una mano, due mani o un circuito completo con vari manubri), dall'edizione del 1920 gli eventi sono stati suddivisi per classe di peso che è variata da un'edizione all'altra dalle iniziali 5 categorie fino alle attuali 8 categorie, raggiungendone anche 10 nelle edizioni comprese dalle Olimpiadi di Mosca 1980 alle Olimpiadi di Atlanta 1996. A partire dai Giochi di Sydney 2000 è stata aperta la partecipazione anche alle donne, che competono in 7 diverse categorie.

## Medagliere
Aggiornato a Parigi 2024. Non include le medaglie legate agli eventi dei Giochi olimpici intermedi. In corsivo le nazioni (o le squadre) non più esistenti.
| Pos | Nazione                     | Oro | Argento | Bronzo | Totale |
| --- | --------------------------- | --- | ------- | ------ | ------ |
| 1   | Cina                        | 43  | 16      | 8      | 67     |
| 2   | Unione Sovietica            | 39  | 21      | 2      | 62     |
| 3   | Stati Uniti                 | 17  | 17      | 14     | 48     |
| 4   | Bulgaria                    | 13  | 17      | 9      | 38     |
| 5   | Iran                        | 9   | 6       | 5      | 20     |
| 6   | Francia                     | 9   | 3       | 3      | 15     |
| 7   | Turchia                     | 8   | 1       | 2      | 11     |
| 8   | Germania                    | 6   | 7       | 7      | 20     |
| 9   | Polonia                     | 6   | 6       | 22     | 34     |
| 10  | Grecia                      | 6   | 5       | 4      | 15     |
| 11  | Corea del Nord              | 5   | 8       | 5      | 18     |
| 12  | Italia                      | 5   | 5       | 8      | 18     |
| 13  | Thailandia                  | 5   | 4       | 8      | 17     |
| 14  | Egitto                      | 5   | 4       | 6      | 15     |
| 15  | Squadra Unificata           | 5   | 4       | 0      | 9      |
| 16  | Russia                      | 4   | 7       | 7      | 18     |
| 17  | Taipei cinese               | 4   | 2       | 5      | 11     |
| 18  | Georgia                     | 4   | 1       | 3      | 8      |
| 19  | Corea del Sud               | 3   | 7       | 6      | 16     |
| 20  | Austria                     | 3   | 4       | 2      | 9      |
| 21  | Cecoslovacchia              | 3   | 2       | 3      | 8      |
| 22  | Ungheria                    | 2   | 9       | 9      | 20     |
| 23  | Romania                     | 2   | 7       | 3      | 12     |
| 24  | Colombia                    | 2   | 6       | 3      | 11     |
| 25  | Giappone                    | 2   | 3       | 10     | 15     |
| 26  | Canada                      | 2   | 3       | 1      | 6      |
| 27  | Germania Ovest              | 2   | 2       | 3      | 7      |
| 28  | Cuba                        | 2   | 1       | 5      | 8      |
| 29  | Ucraina                     | 2   | 1       | 2      | 5      |
| 30  | Uzbekistan                  | 2   | 1       | 1      | 4      |
| 31  | Norvegia                    | 2   | 0       | 0      | 2      |
| 32  | Indonesia                   | 1   | 7       | 8      | 16     |
| 33  | Germania Est                | 1   | 4       | 6      | 11     |
| 34  | Gran Bretagna               | 1   | 4       | 4      | 9      |
| 35  | Bielorussia                 | 1   | 4       | 3      | 8      |
| 36  | Kazakistan                  | 1   | 3       | 6      | 10     |
| 37  | Estonia                     | 1   | 3       | 3      | 7      |
| 38  | Belgio                      | 1   | 2       | 1      | 4      |
| 39  | Danimarca                   | 1   | 2       | 0      | 3      |
| 40  | Australia                   | 1   | 1       | 2      | 4      |
| 41  | Spagna                      | 1   | 1       | 1      | 3      |
| 42  | Ecuador                     | 1   | 1       | 2      | 4      |
| 43  | Filippine                   | 1   | 1       | 0      | 2      |
| 44  | Messico                     | 1   | 0       | 3      | 4      |
| 45  | Finlandia                   | 1   | 0       | 2      | 3      |
| 46  | Croazia                     | 1   | 0       | 1      | 2      |
| 46  | Qatar                       | 1   | 0       | 1      | 2      |
| 48  | Armenia                     | 0   | 5       | 2      | 7      |
| 49  | Svizzera                    | 0   | 2       | 2      | 4      |
| 50  | Venezuela                   | 0   | 2       | 1      | 3      |
| 51  | Trinidad e Tobago           | 0   | 1       | 2      | 3      |
| 51  | Lettonia                    | 0   | 1       | 2      | 3      |
| 53  | Argentina                   | 0   | 1       | 1      | 2      |
| 53  | Nigeria                     | 0   | 1       | 1      | 2      |
| 53  | Vietnam                     | 0   | 1       | 1      | 2      |
| 53  | India                       | 0   | 1       | 1      | 2      |
| 53  | Rep. Dominicana             | 0   | 1       | 1      | 2      |
| 58  | Lussemburgo                 | 0   | 1       | 0      | 1      |
| 58  | Singapore                   | 0   | 1       | 0      | 1      |
| 58  | Libano                      | 0   | 1       | 0      | 1      |
| 58  | Samoa                       | 0   | 1       | 0      | 1      |
| 58  | Turkmenistan                | 0   | 1       | 0      | 1      |
| 63  | Svezia                      | 0   | 0       | 4      | 4      |
| 64  | Paesi Bassi                 | 0   | 0       | 3      | 3      |
| 65  | Iraq                        | 0   | 0       | 1      | 1      |
| 65  | Camerun                     | 0   | 0       | 1      | 1      |
| 65  | Lituania                    | 0   | 0       | 1      | 1      |
| 65  | Siria                       | 0   | 0       | 1      | 1      |
| 65  | Atleti Individuali Neutrali | 0   | 0       | 1      | 1      |

## Atleti plurimedagliati
|    | Atleta             | Nazione           | Olimpiadi | Oro | Argento | Bronzo | Totale |
| -- | ------------------ | ----------------- | --------- | --- | ------- | ------ | ------ |
| 1  | Pyrros Dīmas       | Grecia            | 1992-2004 | 3   | 0       | 1      | 4      |
| 2  | Naim Süleymanoğlu  | Turchia           | 1988-1996 | 3   | 0       | 0      | 3      |
| 2  | Kakhi Kakhiashvili | Squadra Unificata | 1992      | 1   | 0       | 0      | 3      |
| 2  | Kakhi Kakhiashvili | Grecia            | 1996-2000 | 2   | 0       | 0      | 3      |
| 2  | Halil Mutlu        | Turchia           | 1996-2004 | 3   | 0       | 0      | 3      |
| 2  | Lasha T'alakhadze  | Georgia           | 2016-2024 | 3   | 0       | 0      | 3      |
| 6  | Louis Hostin       | Francia           | 1928-1936 | 2   | 1       | 0      | 3      |
| 6  | Tommy Kono         | Stati Uniti       | 1952-1960 | 2   | 1       | 0      | 3      |
| 6  | Yoshinobu Miyake   | Giappone          | 1960-1968 | 2   | 1       | 0      | 3      |
| 6  | Lü Xiaojun         | Cina              | 2012-2020 | 2   | 1       | 0      | 3      |
| 10 | Arkadij Vorob'ëv   | Unione Sovietica  | 1952-1960 | 2   | 0       | 1      | 3      |